# Daley Mena
Daley Yesid Mena Palomeque (Quibdó, 7 de fevereiro de 1985) é um futebolista colombiano que atua como atacante. Atualmente joga pelo Dorados de Sinaloa, do México.

## Títulos
Danubio
- Campeonato Uruguaio: 2005-06